# DTMB
DTMB(Digital Terrestrial Multimedia Broadcast)는 중화인민공화국에서 개발된 모바일 및 고정 장치용 디지털 TV 표준이다. 이는 해당 지역과 특별 행정 구역(홍콩 및 마카오), 그리고 캄보디아, 코모로, 쿠바, 동티모르, 라오스, 베트남 및 파키스탄에서도 사용된다. 파키스탄에서는 중국-파키스탄 경제 회랑 프로젝트의 일환으로 ZTE 코퍼레이션이 파키스탄 TV 공사와 여러 디지털 지상파 TV 기술, 직원 교육 및 콘텐츠 제작에 대한 협력을 제공할 예정이며, 여기에는 TV 세트 등 다양한 분야에서 중국 다국적 기업과의 파트너십도 포함된다. "국제 협력"의 형태로 셋톱 박스 등이 있다.

## 같이 보기
- 직교 주파수 분할 다중 방식
- ATSC
- DVB-T